# أحمد الرافعي
أحمد الرافعي (مواليد 7 سبتمبر 1983) هو ممثل مصري أشتهر بدور عمر رفاعي سرور في مسلسل الاختيار.

## أعماله

### مسلسلات
- 2008: عزيز في القلب
- 2010: سقوط الخلافة
- 2013: علماء المسلمين
- 2013: خيبر
- 2015: ولاد السيدة
- 2016: قضاة عظماء الجزء الأول
- 2016: الأزهر الجزء الأول
- 2017: لا تطفئ الشمس
- 2017: الجماعة الجزء الثاني
- 2018: رماد
- 2020: خيط حرير
- 2020: الاختيار
- 2021: اللي مالوش كبير
- 2021: الاختيار 2
- 2021: 60 دقيقة
- 2022: ملف سري
- 2022: غرفه 207
- 2023 : زينهم

### أفلام
- 2013: أوضة الفيران
- 2013: أسرار عائلية
- 2024: ولاد رزق القاضية

### برامج
- 2014: خطوات الشيطان الجزء الثاني

## وصلات خارجية
- أحمد الرافعي على موقع الدهليز
- أحمد الرافعي على موقع قاعدة بيانات الأفلام العربية